# Blythe Auffarth
Blythe Auffarth (ur. 23 kwietnia 1985 w Pleasant Valley) – amerykańska aktorka.

## Filmografia
- 1999: Brygada ratunkowa, jako córka
- 2000: Zakazany owoc, jako nastoletnia Anna Riley
- 2000: Seks w wielkim mieście, jako dziewczyna
- 2001: Law&Order: Special Victims Unit, jako Jody Ramsey oraz Amanda
- 2002: Prawo i porządek, jako Maura Tinley
- 2006: Weronika Mars, jako Betina Marone
- 2006: Diabli nadali, jako Gina
- 2006: Law&Order: Criminal Intent, jako Nicole Johnson
- 2007: Dziewczyna z sąsiedztwa, jako Meg Loughlin
- 2007: Nie ma to jak hotel, jako Ellen
- 2008: The American Mall, jako Alexa
- 2009: Wild About Harry, jako Eliza
- 2010: Agenci NCIS, jako Melanie
- 2010: Udręki młodego Bergera, jako Mandy
- 2010: Niewidzialny znak, jako Nan